# UFC on Fox: Shevchenko vs. Peña
UFC on Fox: Shevchenko vs. Peña (también conocido como UFC on Fox 23) fue un evento de artes marciales mixtas organizado por Ultimate Fighting Championship. Se llevó a cabo el 28 de enero de 2017 en el Pepsi Center, en Denver, Colorado.

## Historia
El evento estelar contó con el combate de peso gallo femenino entre Valentina Shevchenko y Julianna Peña.
El evento coestelar contó con el combate de peso wélter entre Donald Cerrone y Jorge Masvidal.